# Music-enta
『music-enta』（ミュージック・エンタ）は、2000年（平成12年）4月19日から2001年（平成13年）3月14日までテレビ朝日とANN系列24局で毎週水曜日の20:00 - 20:54（JST）に放送されていた、ジャニーズJr.および嵐がメインの音楽バラエティ番組である。司会は滝沢秀明。

## 番組概要
ジャニーズJr.および嵐がメインの音楽バラエティ番組。前身番組は『やったるJ』。放送時間は約1時間であり、第1回放送からしばらくの間は、冒頭部分は生放送で放送していたが、以降収録放送となる。この番組をもって『8時だJ』から始まるゴールデン枠でのジャニーズJr.の番組は終了し、土曜日深夜の30分番組へと短縮され、バラエティ番組『裸の少年』へとリニューアルされた。

## 出演者
- 滝沢秀明（初期-末期）
- 藤井隆（同上）
- 松田聖子（初期のみ、また登場回数がほかのレギュラーメンバーより少ない。）
- 石井竜也（初期のみ）
- こずえ鈴（同上）
- 工藤静香（後期のみ、また産休のため途中降板）
- ジャニーズJr.

ほか

## 主なコーナー
- 放送当日発表のオリコンディリーチャート紹介（タイトル不明）
日本のほとんどのシングル盤が水曜日に発売されることから、速報性を狙ったもの[2]。
- ME DINNER[3]
- ハイパー歌謡ショー[4]

## 本番組の企画からのデビュー
エチオピアの日本大使から「エチオピアでは日本の演歌が人気」というビデオ・メッセージが届いたことをきっかけに「エチオピア演歌プロジェクト」という企画が始まり、オーディションで選ばれた女性メロン・ゲタネツが小金沢昇司とのデュエット曲「うららか・に」で歌手デビューした。

## ネット局
系列は番組終了時（2001年3月）のもの。
| 放送対象地域  | 放送局           | 系列           | 備考   |
| ------------- | ---------------- | -------------- | ------ |
| 関東広域圏    | テレビ朝日       | テレビ朝日系列 | 制作局 |
| 北海道        | 北海道テレビ     | テレビ朝日系列 |        |
| 青森県        | 青森朝日放送     | テレビ朝日系列 |        |
| 岩手県        | 岩手朝日テレビ   | テレビ朝日系列 |        |
| 宮城県        | 東日本放送       | テレビ朝日系列 |        |
| 秋田県        | 秋田朝日放送     | テレビ朝日系列 |        |
| 山形県        | 山形テレビ       | テレビ朝日系列 |        |
| 福島県        | 福島放送         | テレビ朝日系列 |        |
| 新潟県        | 新潟テレビ21     | テレビ朝日系列 |        |
| 長野県        | 長野朝日放送     | テレビ朝日系列 |        |
| 静岡県        | 静岡朝日テレビ   | テレビ朝日系列 |        |
| 石川県        | 北陸朝日放送     | テレビ朝日系列 |        |
| 中京広域圏    | 名古屋テレビ     | テレビ朝日系列 |        |
| 近畿広域圏    | 朝日放送         | テレビ朝日系列 |        |
| 広島県        | 広島ホームテレビ | テレビ朝日系列 |        |
| 山口県        | 山口朝日放送     | テレビ朝日系列 |        |
| 香川県 岡山県 | 瀬戸内海放送     | テレビ朝日系列 |        |
| 愛媛県        | 愛媛朝日テレビ   | テレビ朝日系列 |        |
| 福岡県        | 九州朝日放送     | テレビ朝日系列 |        |
| 長崎県        | 長崎文化放送     | テレビ朝日系列 |        |
| 熊本県        | 熊本朝日放送     | テレビ朝日系列 |        |
| 大分県        | 大分朝日放送     | テレビ朝日系列 |        |
| 鹿児島県      | 鹿児島放送       | テレビ朝日系列 |        |
| 沖縄県        | 琉球朝日放送     | テレビ朝日系列 |        |